# لسان الثور الأزرق
لسان الثور الأزرق (باللاتينية: Anchusa azurea) نوع نباتي يتبع جنس لسان الثور من الفصيلة الحِمحِمية.

## البيئة والانتشار
موطنه حوض البحر الأبيض المتوسط وأوروبا، حيث ينتشر في المشرق العربي وسيناء وشرق المغرب العربي وتركيا واليونان وقبرص والبلقان وشرق أوروبا وجنوبها.

## مرادفات للاسم العلمي
- (باللاتينية: Anchusa italica Retz.)
- (باللاتينية: Buglossum italicum (Retz.) Tausch)
- (باللاتينية: Anchusa biceps Vest)
- (باللاتينية: Anchusa macrocarpa Boiss. & Hohen.)
- (باللاتينية: Anchusa macrophylla Lam.)
- (باللاتينية: Anchusa paniculata Aiton)
- (باللاتينية: Buglossum vulgare Tausch)